# Leonard Lee
Leonard Lee, né le 29 juin 1936 à La Nouvelle-Orléans et mort dans la même ville le 23 octobre 1976, est un compositeur de blues américain.

## Biographie
Ami d'enfance de Shirley Goodman, il fonde avec elle en 1952 le groupe Shirley & Lee remarqué par le label Aladdin Records. Leur premier single I'm Gone atteint directement la 2e place du classement rhythm and blues du Billboard.
Le duo se fait alors passer pour un couple, ce qui lui vaut le surnom de « the Sweethearts of the Blues » (Les amoureux du blues). En 1956, ils sortent le titre Let the Good Times Roll, leur plus grand succès qui atteint la première place des charts rhythm and blues et la vingtième place du classement Billboard Hot 100. La chanson suivante, Feel So Good entre aussi dans les charts mais les titres suivant passent inaperçus. En 1962, le duo se sépare.
Si Shirley Goodman continue à avoir du succès, Leonard Lee sort plusieurs albums qui restent dans l'ombre.
Son titre Feel So Fine (en) est repris en 1962 par Johnny Hallyday.
Il meurt en 1976. Il est inhumé au Mount Olivet Cemetery and Mausoleum de La Nouvelle-Orléans.

## Charts
| Année | Single                                     | Classement | Classement | Classement |
| Année | Single                                     | US Pop     | US R&B     | UK         |
| ----- | ------------------------------------------ | ---------- | ---------- | ---------- |
| 1952  | I'm Gone                                   | -          | 2          | -          |
| 1955  | Feel So Good                               | -          | 2          | -          |
| 1956  | Let The Good Times Roll                    | 20         | 1          | -          |
| 1956  | I Feel Good                                | 38         | 3          | -          |
| 1957  | When I Saw You                             | -          | 14         | -          |
| 1960  | I've Been Loved Before                     | 88         | -          | -          |
| 1960  | Let The Good Times Roll (réenregistrement) | 48         | -          | -          |
| 1961  | Well-A, Well-A                             | 77         | -          | -          |